# Gracilaria
Gracilaria je rod crvenih algi iz porodice Gracilariaceae, koja može dosegnuti do 60 centimetara duljine.

## Korištenje
Mnoge vrste alge Gracilaria uzgajaju se u Aziji, Južnoj Americi, Africi i Oceaniji. Izvor je hrane čovjeku i mnogim biljoždernim ribama. Koristi se za dobivanje agra. U japanskoj kuhinji naziva se ogonori ili ogo, dok joj je na Filipinima ime gulaman ili guraman.

## Vrste
1. Gracilaria abbottiana M.D.Hoyle
2. Gracilaria abyssalis Gurgel & Yoneshigue-Valentin
3. Gracilaria aculeata (Hering) Papenfuss
4. Gracilaria aggregata J.D.Hooker & Harvey
5. Gracilaria ambigua Greville
6. Gracilaria apiculata P.Crouan & H.Crouan
7. Gracilaria apiculifera J.Agardh
8. Gracilaria arcuata Zanardini
9. Gracilaria armata (C.Agardh) Greville
10. Gracilaria articulata C.F.Chang & B.M.Xia
11. Gracilaria ascidiicola E.Y.Dawson
12. Gracilaria babae (H.Yamamoto) P.-K. Ng, P.-E. Lim & S.-M. Phang
13. Gracilaria baiana Lyra, Gurgel, M.C.Oliveira & Nunes
14. Gracilaria beckeri (J.Agardh) Papenfuss
15. Gracilaria blodgettii Harvey
16. Gracilaria brasiliensis Gurgel & Yoneshigue-Valentin
17. Gracilaria brevis W.R.Taylor
18. Gracilaria bursa-pastoris (S.G.Gmelin) P.C.Silva
19. Gracilaria camerunensis Pilger
20. Gracilaria canaliculata Sonder
21. Gracilaria capensis F.Schmitz ex Mazza
22. Gracilaria cearensis (A.B.Joly & Pinheiro) A.B.Joly & Pinheiro
23. Gracilaria cerrosiana W.R.Taylor
24. Gracilaria cervicornis (Turner) J.Agardh
25. Gracilaria chondracantha (Kützing) A.J.K.Millar
26. Gracilaria chondroides (Kützing) P.Crouan & H.Crouan
27. Gracilaria chouae Zhang & B.M.Xia
28. Gracilaria cliftonii Withell, A.J.K.Millar & Kraft
29. Gracilaria comosa Withell, A.J.K.Millar & Kraft
30. Gracilaria conferta (Schousboe ex Montagne) Montagne
31. Gracilaria coppejansii Muangmai, Lewmanomont, Prathep, Terada & Zuccarello
32. Gracilaria corallicola Zanardini
33. Gracilaria corniculata (C.Agardh) J.Agardh
34. Gracilaria coronopifolia J.Agardh
35. Gracilaria corticata (J.Agardh) J.Agardh
36. Gracilaria crispata Setchell & Gardner
37. Gracilaria crockeri E.Y.Dawson
38. Gracilaria cuneata Areschoug
39. Gracilaria cuneifolia (Okamura) I.K.Lee & Kurogi
40. Gracilaria curtissiae J.Agardh
41. Gracilaria cylindrica Børgesen
42. Gracilaria damicornis J.Agardh
43. Gracilaria dawsonii Hoyle
44. Gracilaria debilis (Forsskål) Børgesen
45. Gracilaria dendroides Gargiulo, De Masi & Tripodi
46. Gracilaria dentata J.Agardh
47. Gracilaria denticulata F.Schmitz ex Mazza
48. Gracilaria disticha (J.Agardh) J.Agardh
49. Gracilaria divaricata Harvey
50. Gracilaria divergens (C.Agardh) J.Agardh
51. Gracilaria domingensis (Kützing) Sonder ex Dickie
52. Gracilaria dotyi Hoyle
53. Gracilaria dumosa Harvey & Bailey
54. Gracilaria dura (C.Agardh) J.Agardh
55. Gracilaria ecuadoreana (W.R.Taylor) E.Y.Dawson
56. Gracilaria ephemera Skelton, G.R.South & A.J.K.Millar
57. Gracilaria epihippisora Hoyle
58. Gracilaria falconii Ardito, Núñez-Resendiz, Dreckmann & Sentíes
59. Gracilaria fanii B.M.Xia & Pan
60. Gracilaria fisheri (B.M.Xia & I.A.Abbott) I.A.Abbott, J.Zhang & B.M.Xia
61. Gracilaria flabelliformis (P.Crouan & H.Crouan) Fredericq & Gurgel
62. Gracilaria flagelliformis (Sonder) Womersley
63. Gracilaria flexuosa E.M.Holmes
64. Gracilaria foliifera (Forsskål) Børgesen
65. Gracilaria fruticosa Harvey
66. Gracilaria galetensis Gurgel, Fredericq, & J.N.Norris
67. Gracilaria gardneri (Setchell) Gurgel, J.N.Norris & Fredericq
68. Gracilaria gigartinoides (P.Crouan & H.Crouan) P.Crouan & H.Crouan
69. Gracilaria gigas Harvey
70. Gracilaria glomerata Zhang & B.M.Xia
71. Gracilaria gracilis (Stackhouse) Steentoft, L.M.Irvine & Farnham
72. Gracilaria hainanensis C.F.Chang & B.M.Xia
73. Gracilaria halogenea A.J.K.Millar
74. Gracilaria hancockii E.Y.Dawson
75. Gracilaria hauckii P.C.Silva
76. Gracilaria hayi Gurgel, Fredericq & J.N.Norris
77. Gracilaria hermonii Millar
78. Gracilaria heteroclada (Montagne) J.Feldmann & G.Feldmann
79. Gracilaria hikkaduwensis Durairatnam
80. Gracilaria howensis A.H.S.Lucas
81. Gracilaria huangii S.-M.Lin & De Clerck
82. Gracilaria hummii Hommersand & Freshwater
83. Gracilaria incrustata J.Agardh
84. Gracilaria incurvata Okamura
85. Gracilaria intermedia J.Agardh
86. Gracilaria isabellana Gurgel, Fredericq & J.N.Norris
87. Gracilaria kanyakumariensis Umamaheswara Rao
88. Gracilaria kilakkaraiensis V.Krishnamurthy & Rajendran
89. Gracilaria lacerata Setchell & Gardner
90. Gracilaria lantaensis Muangmai, Zuccarello, Noiraksa & Lewmanomont
91. Gracilaria latifrons P.Crouan & H.Crouan
92. Gracilaria longa Gargiulo, De Masi & Tripodi
93. Gracilaria longirostris Zhang & Wang
94. Gracilaria mammillaris (Montagne) M.Howe
95. Gracilaria manilaensis Yamamoto & Trono
96. Gracilaria mannarensis Umamaheswara Rao
97. Gracilaria maramae G.R.South
98. Gracilaria marcialana E.Y.Dawson
99. Gracilaria mayae A.J.K.Millar
100. Gracilaria megaspora (E.Y.Dawson) Papenfuss
101. Gracilaria mexicana (Kützing) P.Crouan & H.Crouan
102. Gracilaria microcarpa Dreckmann, Núñez-Resendiz & Sentíes
103. Gracilaria microdendron J.Agardh
104. Gracilaria minor (Sonder) Durairatnam
105. Gracilaria minuta Lewmanomont
106. Gracilaria mixta I.A.Abbott, J.Zhang & B.M.Xia
107. Gracilaria multipartita (Clemente) Harvey
108. Gracilaria occidentalis (Børgesen) M.Bodard
109. Gracilaria oliveirarum Gurgel, Fredericq & J.N.Norris
110. Gracilaria ornata Areschoug
111. Gracilaria pachydermatica Setchell & Gardner
112. Gracilaria pacifica I.A.Abbott
113. Gracilaria palmettoides P.Crouan & H.Crouan
114. Gracilaria papenfussii I.A.Abbott
115. Gracilaria parvispora I.A.Abbott
116. Gracilaria patens P.Crouan & H.Crouan
117. Gracilaria pauciramosa (N.Rodríguez de Ríos) A.M.Bellorin, M.C.Oliveira, & E.C.Oliveira
118. Gracilaria percurrens (I.A.Abbott) I.A.Abbott
119. Gracilaria peruana Piccone & Grunow
120. Gracilaria pinnata Setchell & N.L.Gardner
121. Gracilaria prolifica (Kützing) P.Crouan & H.Crouan
122. Gracilaria protea J.Agardh
123. Gracilaria pudumadamensis V.Krishnamurthy & N.R.Rajendran
124. Gracilaria pulvinata Skottsberg
125. Gracilaria pygmaea Børgesen
126. Gracilaria ramisecunda E.Y.Dawson
127. Gracilaria ramulosa (Martius) Greville
128. Gracilaria reptans (Weber Bosse) P.C.Silva
129. Gracilaria rhodocaudata Yamamoto & Kudo
130. Gracilaria rhodymenioides A.J.K.Millar
131. Gracilaria robusta Setchell
132. Gracilaria rubra C.F.Chang & B.M.Xia
133. Gracilaria rubrimembra E.Y.Dawson
134. Gracilaria salicornia (C.Agardh) E.Y.Dawson
135. Gracilaria salzmannii Bornet ex Möbius
136. Gracilaria secunda (C.Agardh) Zanardini
137. Gracilaria shimodensis Terada, R.& Yamamoto, H.
138. Gracilaria silviae Lyra, Gurgel, M.C.Oliveira & J.M.C.Nunes
139. Gracilaria skottsbergii W.R.Taylor
140. Gracilaria spinigera E.Y.Dawson
141. Gracilaria spinuligera Børgesen
142. Gracilaria spinulosa (Okamura) Chang & B.-M.Xia
143. Gracilaria srilankia (C.F.Chang & B.M.Xia) A.F.Withell, A.J.K.Millar & Kraft
144. Gracilaria stellata I.A.Abbott, Zhang & B.M.Xia
145. Gracilaria stipitata A.F.Withell, A.J.K.Millar & Kraft
146. Gracilaria sublittoralis Yamada & Segawa ex H.Yamamoto
147. Gracilaria subsecundata Setchell & N.L.Gardner
148. Gracilaria subtilis (B.M.Xia & I.A.Abbott) B.M.Xia & I.A.Abbott
149. Gracilaria sullivanii Yamamoto & Trono
150. Gracilaria suzanneae L.P.Soares, C.F.D.Gurgel & M.T.Fujii
151. Gracilaria symmetrica E.Y.Dawson
152. Gracilaria taiwanensis S.-M.Lin, L.-C.Liu & Payri
153. Gracilaria tepocensis (E.Y.Dawson) E.Y.Dawson
154. Gracilaria textorii (Suringar) Hariot
155. Gracilaria tikvahiae McLachlan
156. Gracilaria tsudae (I.A.Abbott & I.Meneses) I.A.Abbott
157. Gracilaria tuberculosa (Hampe ex Kützing) J.Agardh
158. Gracilaria turgida E.Y.Dawson
159. Gracilaria tuticorinensis V.Krishnamurthy & Rajendran
160. Gracilaria urvillei (Montagne) I.A.Abbott
161. Gracilaria vanbosseae (I.A.Abbott) I.A.Abbott
162. Gracilaria veloroae E.Y.Dawson
163. Gracilaria venezuelensis W.R.Taylor
164. Gracilaria vermiculata P.J.L.Dangeard
165. Gracilaria vieillardii P.C.Silva
166. Gracilaria vieirae M.P.Reis
167. Gracilaria viridis A.Sfriso, M.A.Wolf, K.Sciuto, M.Morabito, C.Andreoli & I.Moro
168. Gracilaria webervanbosseae Huisman & G.W.Saunders
169. Gracilaria xiae-abbotii G.M.Lyra, J.M.C.Nunes & C.C.Davis
170. Gracilaria yamamotoi Zhang & B.M.Xia
171. Gracilaria yinggehaiensis Xia & Wang

## Vanjske poveznice
- www.botany.uwc.ac.za